# Luidia difficilis
Luidia difficilis är en sjöstjärneart som beskrevs av Liu, Liao och Li 2006. Luidia difficilis ingår i släktet Luidia och familjen sprödsjöstjärnor. Inga underarter finns listade i Catalogue of Life.